# 1258
- Wikisource

| Calendário gregoriano                                                        | 1258 MCCLVIII                                         |
| Ab urbe condita                                                              | 2011                                                  |
| Calendário arménio                                                           | 707 – 708                                             |
| Calendário bahá'í                                                            | -586 – -585                                           |
| Calendário budista                                                           | 1802                                                  |
| Calendário chinês                                                            | 3954 – 3955 Início a 6 de fevereiro (aproximadamente) |
| Calendário copta                                                             | 974 – 975                                             |
| Calendário etíope                                                            | 1250 – 1251                                           |
| Calendários hindus - Vikram Samvat - Calendário nacional indiano - Cáli Iuga | 1313 – 1314 1179 – 1180 4358 – 4359                   |
| Calendário Holoceno                                                          | 11258                                                 |
| Calendário islâmico                                                          | 656 – 657                                             |
| Calendário judaico                                                           | 5018 – 5019                                           |
| Calendário persa                                                             | 636 – 637                                             |
| Calendário rúnico                                                            | 1508                                                  |
| Calendário solar tailandês                                                   | 1801                                                  |

1258 (MCCLVIII, na numeração romana) foi um ano comum do século XIII do Calendário Juliano, da Era de Cristo, e a sua letra dominical foi F (52 semanas), teve início a uma terça-feira e terminou também a uma terça-feira.
No reino de Portugal estava em vigor a Era de César que já contava 1296 anos.
| Ano completo                       |
| ---------------------------------- |
| Ano comum com início à terça-feira |

## Eventos
- Bagdá destruída e saqueada pelos mongóis, liderados por Hulagu. O Califado Abássida, após 508 anos de reinado, é destruído.
- Realização de Inquirições Gerais, que compiladas se tornariam num dos mais curiosos monumentos da documentação medieval portuguesa.

## Mortes
- Martim Pires de Chacim, foi Senhor da freguesia de Chacim, Portugal, n. 1185.